# 鍍金門宮
鍍金門宮（Palais de la Porte Dorée）是位於法國巴黎十二區的一個展覽廳，現在是國立移民歷史城和一個熱帶水族館的所在地。鍍金門宮修建於1931年，設計者是法國建築家Albert Laprade、Léon Jaussely和Léon Bazin。鍍金門宮的展覽和辦公部分面積16,000m²。距離鍍金門宮最近的車站是鍍金門站。

## 外部連結
- Palais de la Porte Dorée - Cité nationale de l'histoire de l'immigration （页面存档备份，存于）
- Aquarium Tropical, Palais de la Porte Dorée （页面存档备份，存于）

48°50′7″N 2°24′34″E / 48.83528°N 2.40944°E